# Go Hatano
Go Hatano (født 25. maj 1998) er en japansk fodboldspiller.
Han har spillet for flere forskellige klubber i sin karriere, herunder FC Tokyo.